# Transgaz
Transgaz er et statsejet rumænsk naturgasforsyningsselskab. I 2017 håndterede de 12,87 mia. m³ naturgas. Deres samlede kapacitet er 30 mia. m³ og et pipeline-system på 13.000 km.
De driver internationale pipelines til Ungarn, Ukraine, Bulgarien og Moldova.
Selskabet blev etableret i år 2000 og i 2007 begyndtes en børsnotering.